# Манеи (Кунео)
Манеи је насеље у Италији у округу Кунео, региону Пијемонт.
Према процени из 2011. у насељу је живело 82 становника. Насеље се налази на надморској висини од 401 м.